# Poecilopsetta dorsialta
Poecilopsetta dorsialta är en fiskart som beskrevs av Guibord och Chapleau 2001. Poecilopsetta dorsialta ingår i släktet Poecilopsetta och familjen flundrefiskar. Inga underarter finns listade i Catalogue of Life.